# Kościół Wniebowzięcia Najświętszej Marii Panny w Sierpcu
Kościół pod wezwaniem Wniebowzięcia Najświętszej Marii Panny w Sierpcu – kościół znajduje się na wzgórzu Loret w Sierpcu i wraz z XVIII-wiecznym budynkiem klasztoru benedyktynek stanowi największy zespół architektoniczny w tym mieście. 

## Historia

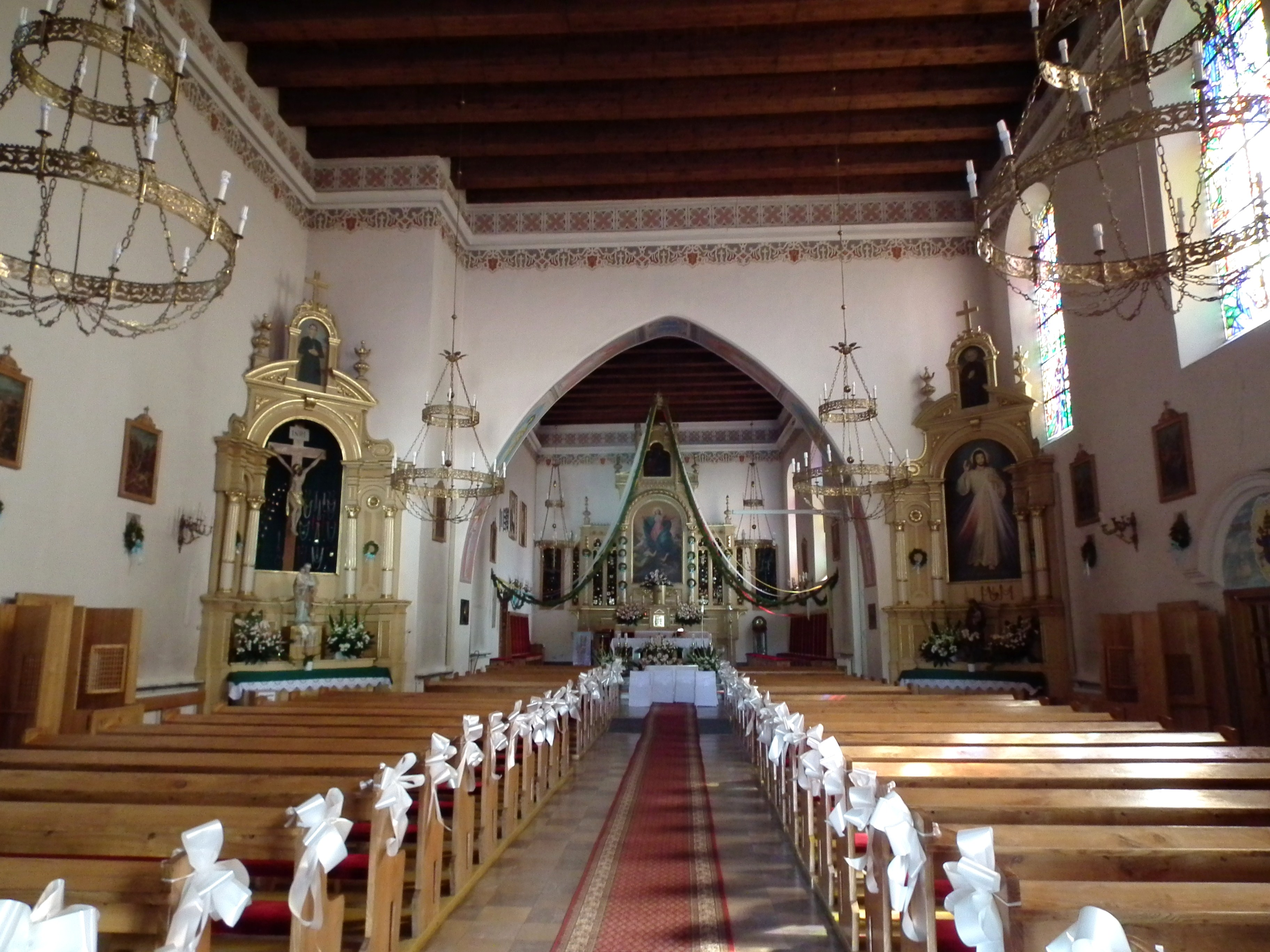
Wnętrze

Pierwotną, drewnianą budowlę z fundacji braci Prokopa i Feliksa Sieprskich, wzniesiono po epidemii w 1483 r., w miejscu objawienia się Najświętszej Panny Marii klerykowi Andrzejowi z Sierpca. Już w 1513 r. budynek uległ spaleniu. Na jego miejscu postawiony został kościół murowany – gotycki, którego budowę zakończono około 1513 roku. W roku 1620 staraniem Zofii Potulickiej ze Zbąskich, właścicielki części Sierpca, sprowadzono 6 benedyktynek z Chełmna, dla których wybudowano obok kościoła klasztor. W 1655 r. oddział szwedzki obrabował kościół i klasztor. W 1794 r. w pożarze kościół stracił dach i wyposażenie wnętrza – obecne pochodzi z XIX wieku. W latach 1965–1975 przeprowadzono gruntowny remont kościoła.

## Rys architektoniczny
Kościół posiada prostokątnie zamknięte prezbiterium i nawę główną. W neoromańskim ołtarzu głównym znajduje się rzeźba Matki Boskiej z Dzieciątkiem datowana na połowę XIV wieku. Przy południowej ścianie prezbiterium w 1566 r. dobudowano kaplicę grobową otwartą ku prezbiterium wysoką, półkoliście zamkniętą arkadą. Przy nawie znajduje się kruchta. Okna kościoła zamknięte są półkoliście. Znajdujące się od strony zachodniej główne wejście do kościoła zdobi ceglany gotycki portal.